# 菲利普一世 (哈瑙-里希坦伯格)
腓力一世（德語：Philipp I. von Hanau-Lichtenberg，1417年11月8日—1480年5月10日），第一代哈瑙-里希坦伯格伯爵，1458年至1480年在位。

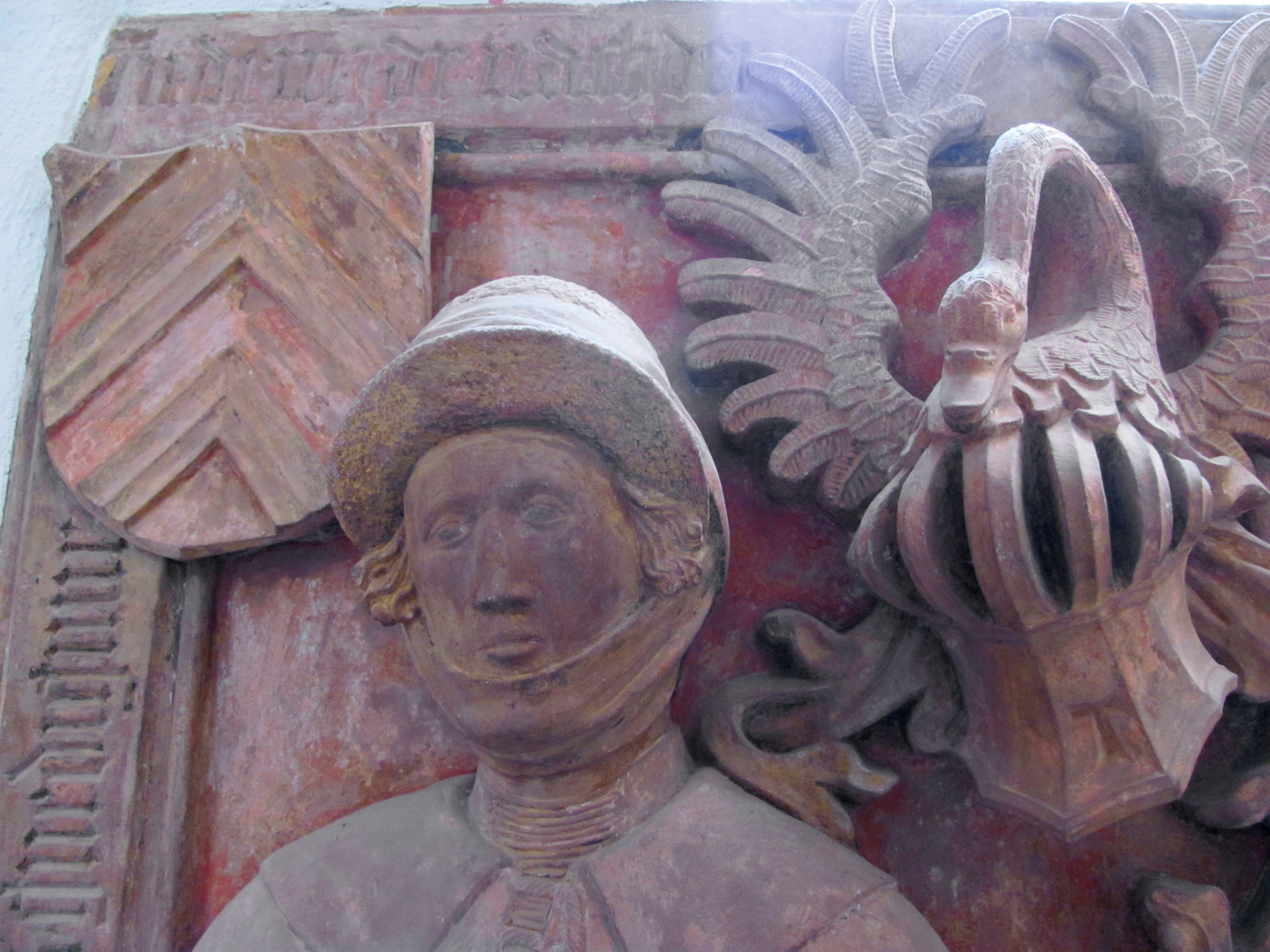

腓力一世的父親是哈瑙伯爵萊因哈德二世，母親是拿騷-拜爾施泰因伯爵海因里希二世的女兒卡塔里娜。

## 家庭
1458年，腓力一世與里希坦伯格的安娜結婚，兩人共有4子2女：
1. 約翰（1460年—1473年），早逝
2. 腓力二世（英语：Philipp II, Count of Hanau-Lichtenberg）（1462年—1504年）
3. 瑪格麗特（英语：Margarethe von Hanau-Lichtenberg）（1463年—1504年）
4. 路德維希（1464年—1484年）
5. 阿爾布雷希特（約1472年—1491年），早逝
6. 安娜（？年—1491年）